# Valfleury
Valfleury és un municipi francès situat al departament del Loira i a la regió d'Alvèrnia-Roine-Alps. L'any 2007 tenia 606 habitants.

## Demografia

### Població
El 2007 la població de fet de Valfleury era de 606 persones. Hi havia 193 famílies de les quals 38 eren unipersonals (17 homes vivint sols i 21 dones vivint soles), 59 parelles sense fills, 88 parelles amb fills i 8 famílies monoparentals amb fills.
La població ha evolucionat segons el següent gràfic:
Habitants censats

### Habitatges
El 2007 hi havia 245 habitatges, 209 eren l'habitatge principal de la família, 19 eren segones residències i 17 estaven desocupats. 226 eren cases i 18 eren apartaments. Dels 209 habitatges principals, 168 estaven ocupats pels seus propietaris, 27 estaven llogats i ocupats pels llogaters i 14 estaven cedits a títol gratuït; 1 tenia una cambra, 13 en tenien dues, 43 en tenien tres, 56 en tenien quatre i 97 en tenien cinc o més. 152 habitatges disposaven pel capbaix d'una plaça de pàrquing. A 78 habitatges hi havia un automòbil i a 119 n'hi havia dos o més.

### Piràmide de població
La piràmide de població per edats i sexe el 2009 era:
| Homes | Edats   | Dones |
| ----- | ------- | ----- |
| 0     | 95 o +  | 0     |
| 0     | 90 a 94 | 0     |
| 0     | 85 a 89 | 0     |
| 0     | 80 a 84 | 0     |
| 8     | 75 a 79 | 16    |
| 20    | 70 a 74 | 8     |
| 8     | 65 a 69 | 16    |
| 8     | 60 a 64 | 4     |
| 12    | 55 a 59 | 20    |
| 12    | 50 a 54 | 12    |
| 20    | 45 a 49 | 32    |
| 36    | 40 a 44 | 24    |
| 24    | 35 a 39 | 20    |
| 24    | 30 a 34 | 36    |
| 12    | 25 a 29 | 4     |
| 16    | 20 a 24 | 4     |
| 16    | 15 a 19 | 12    |
| 28    | 10 a 14 | 24    |
| 36    | 5 a 9   | 20    |
| 8     | 0 a 4   | 12    |

## Economia
El 2007 la població en edat de treballar era de 410 persones, 292 eren actives i 118 eren inactives. De les 292 persones actives 278 estaven ocupades (149 homes i 129 dones) i 15 estaven aturades (4 homes i 11 dones). De les 118 persones inactives 27 estaven jubilades, 41 estaven estudiant i 50 estaven classificades com a «altres inactius».

### Ingressos
El 2009 a Valfleury hi havia 220 unitats fiscals que integraven 622 persones, la mediana anual d'ingressos fiscals per persona era de 16.825 €.

### Activitats econòmiques
Dels 17 establiments que hi havia el 2007, 2 eren d'empreses de fabricació d'altres productes industrials, 5 d'empreses de construcció, 5 d'empreses de comerç i reparació d'automòbils, 1 d'una empresa d'hostatgeria i restauració, 2 d'empreses de serveis i 2 d'empreses classificades com a «altres activitats de serveis».
Dels 4 establiments de servei als particulars que hi havia el 2009, 1 era un paleta, 1 fusteria, 1 electricista i 1 restaurant.
L'any 2000 a Valfleury hi havia 33 explotacions agrícoles que ocupaven un total de 475 hectàrees.

## Equipaments sanitaris i escolars
El 2009 hi havia una escola elemental.

## Poblacions més properes
El següent diagrama mostra les poblacions més properes.